# Koszary w Mińsku Mazowieckim
Koszary w Mińsku Mazowieckim – kompleksy koszarowe znajdujący się na terenie garnizonu Mińsk Mazowiecki.
Przed I wojną światową stacjonował tu rosyjski 13 pułk ułanów; w okresie II Rzeczypospolitej – 7 pułk ułanów, a po II wojnie światowej jednostki Wojskowej Służby Wewnętrznej, a później Żandarmerii Wojskowej.

## Charakterystyka

### Główne koszary
Budowę mińskich koszar kawaleryjskich przy dzisiejszej ulicy Warszawskiej 267 rozpoczęli Rosjanie w 1890. Były to obiekty w znacznej części drewniane. Koszary nie posiadały krytej ujeżdżalni. Do właściwych koszar przylegało osiedle wojskowe. Do 1914 stacjonował w nich 13 Włodzimierski pułk ułanów. Ich pojemność szacowano na 650 ludzi i 610 koni. 

W latach 1916–1917 zakwaterowany tu został, skierowany na przeszkolenie według niemieckich regulaminów, 2 pułk ułanów Legionów Polskich. Później w koszarach pozostał jego szwadron zapasowy, który to doczekał niepodległości i tym samym stał się jedynym nieprzerwanie istniejącym pododdziałem kawalerii legionowej.  
Po I wojnie światowej koszary przejęte zostały przez Wojsko Polskie. Do 1921 kwaterował w nich 1 dywizjon artylerii konnej. Po jego przeprowadzce do Koszar Łazienkowskich w Warszawie, od 21 czerwca do Mińska zaczęły przybywać pododdziały 7 pułku ułanów. 
W okresie II Rzeczypospolitej rozbudowywano koszary. 6 lipca 1935 oddano do użytku ambulans weterynaryjny, a 23 marca 1938 krytą ujeżdżalnię. W 1939 przy koszarach wzniesiono trzy bloki mieszkalne Funduszu Kwaterunku Wojskowego. W 1936 rozebrano zaś nieużytkowaną cerkiew. Zgodnie z planem mobilizacyjnym „W", w koszarach powstać miał Ośrodek Zapasowy Artylerii Konnej nr 1.

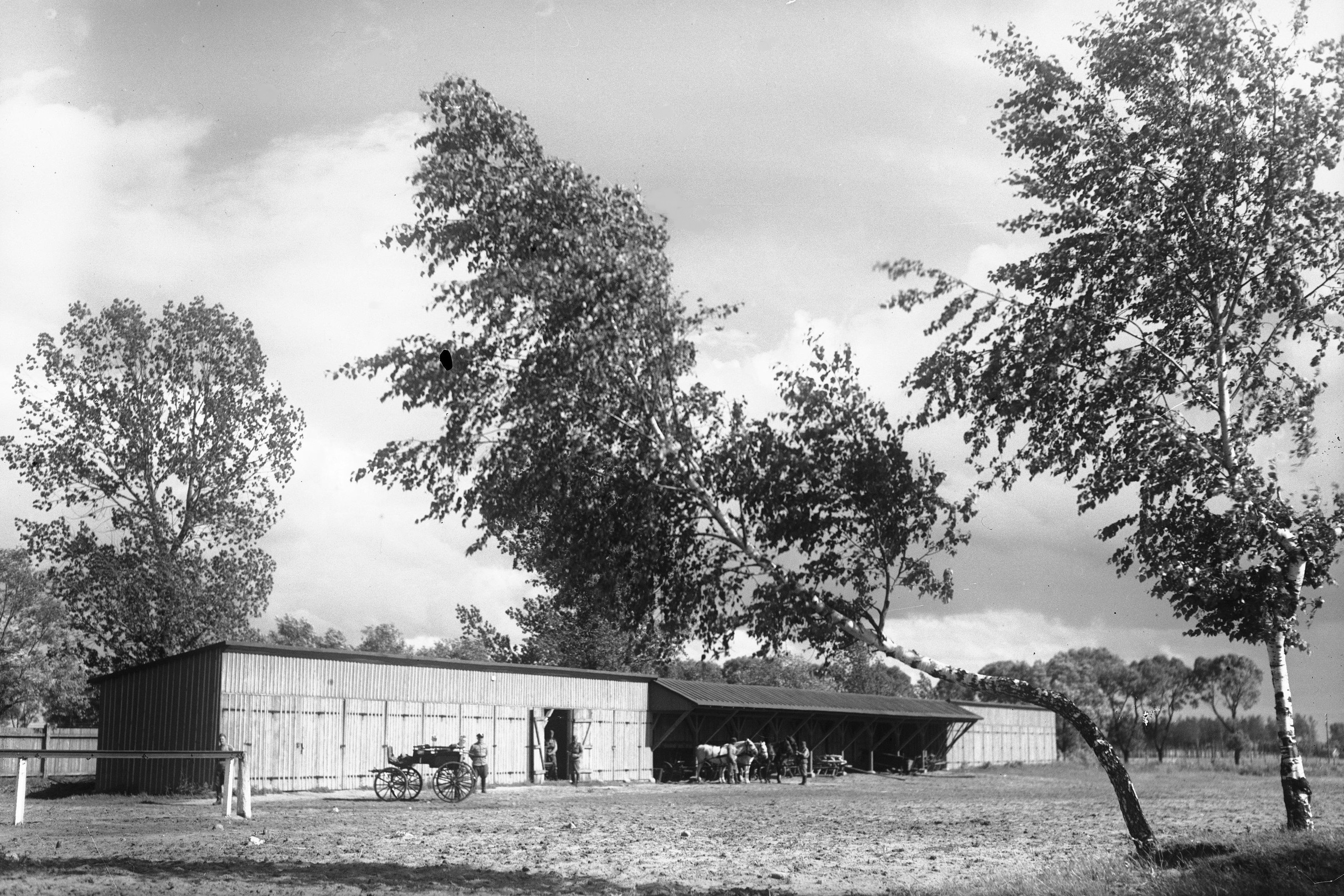
Wozownia koszarowa
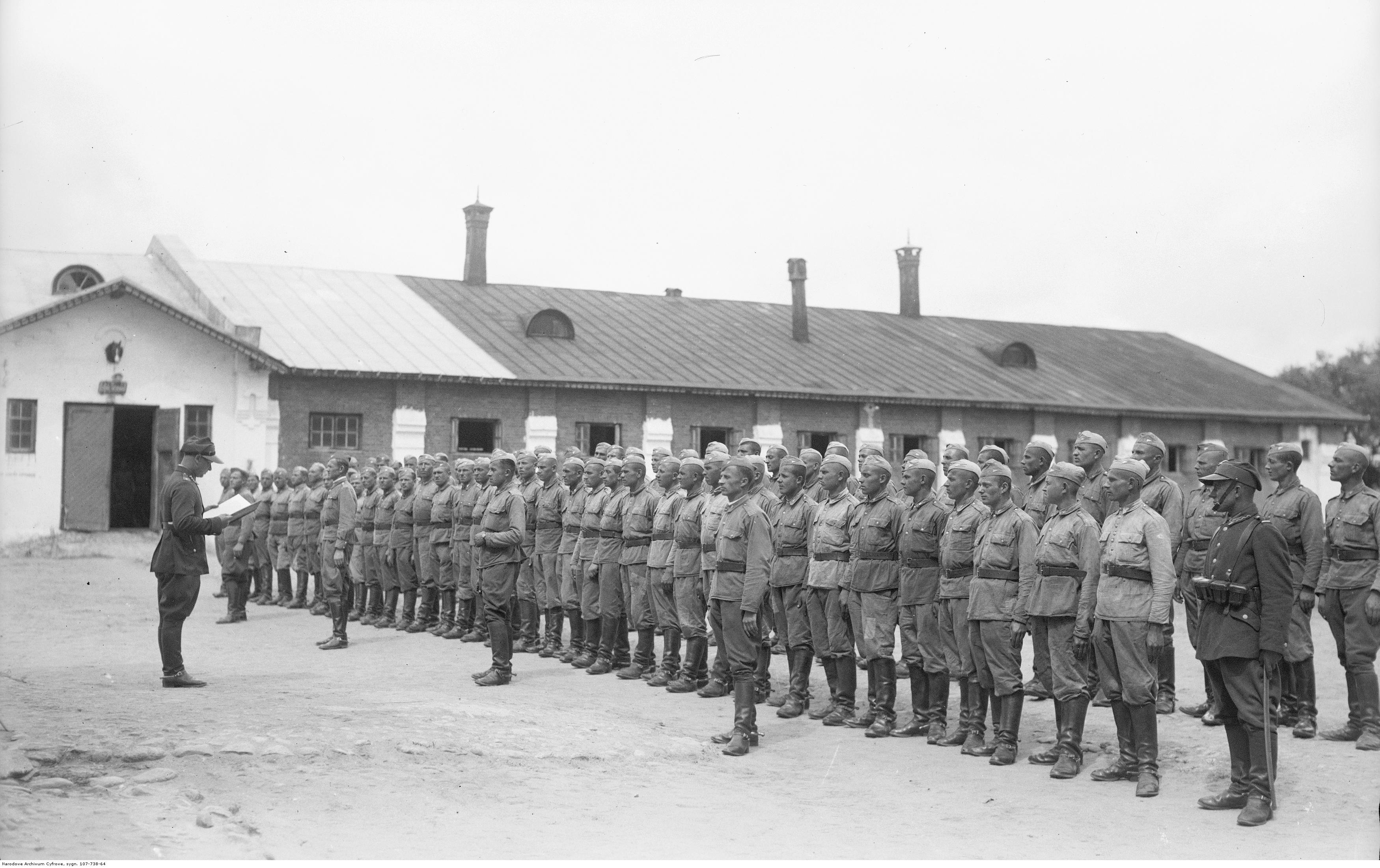
Żołnierze 7 puł
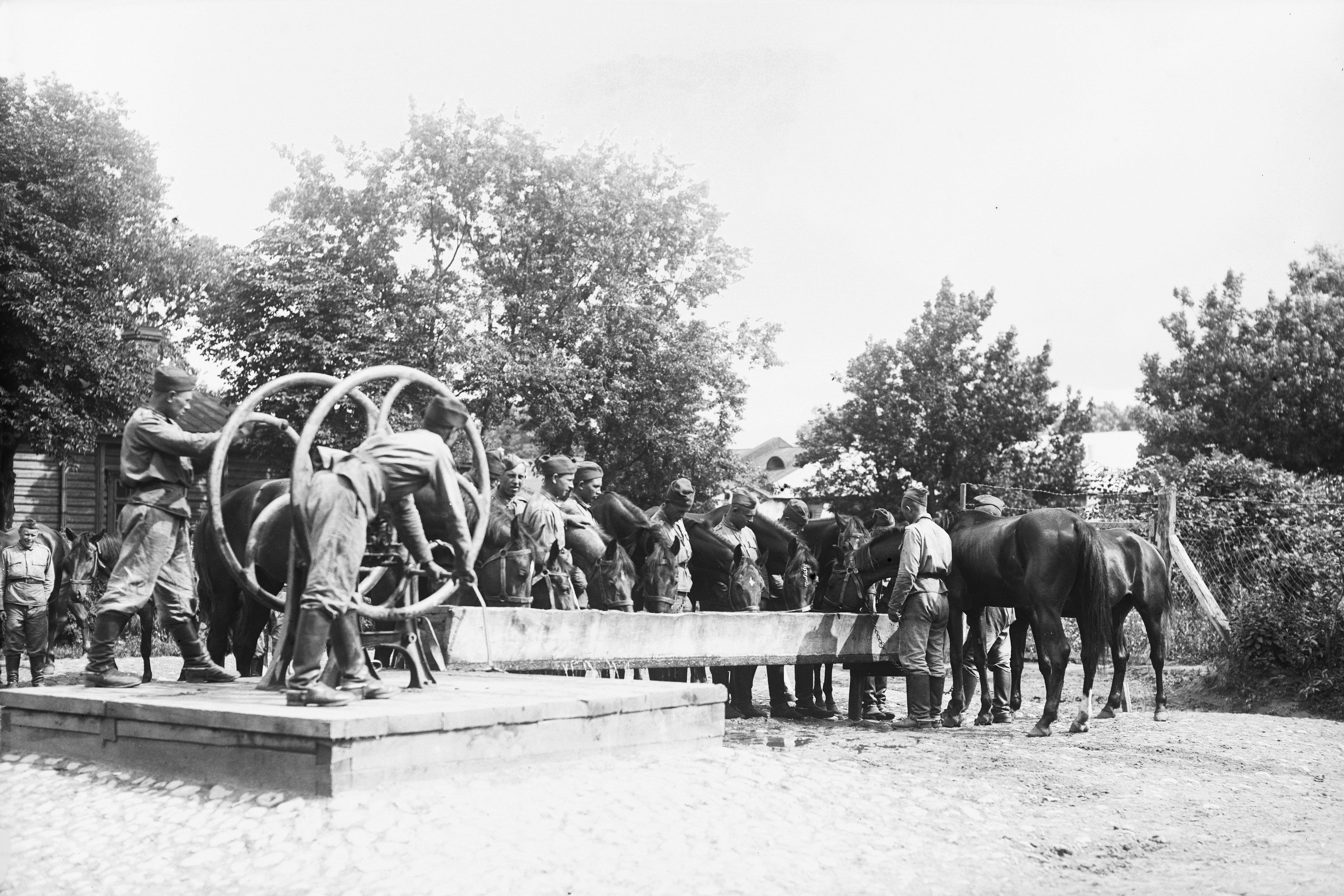
Pojenie koni
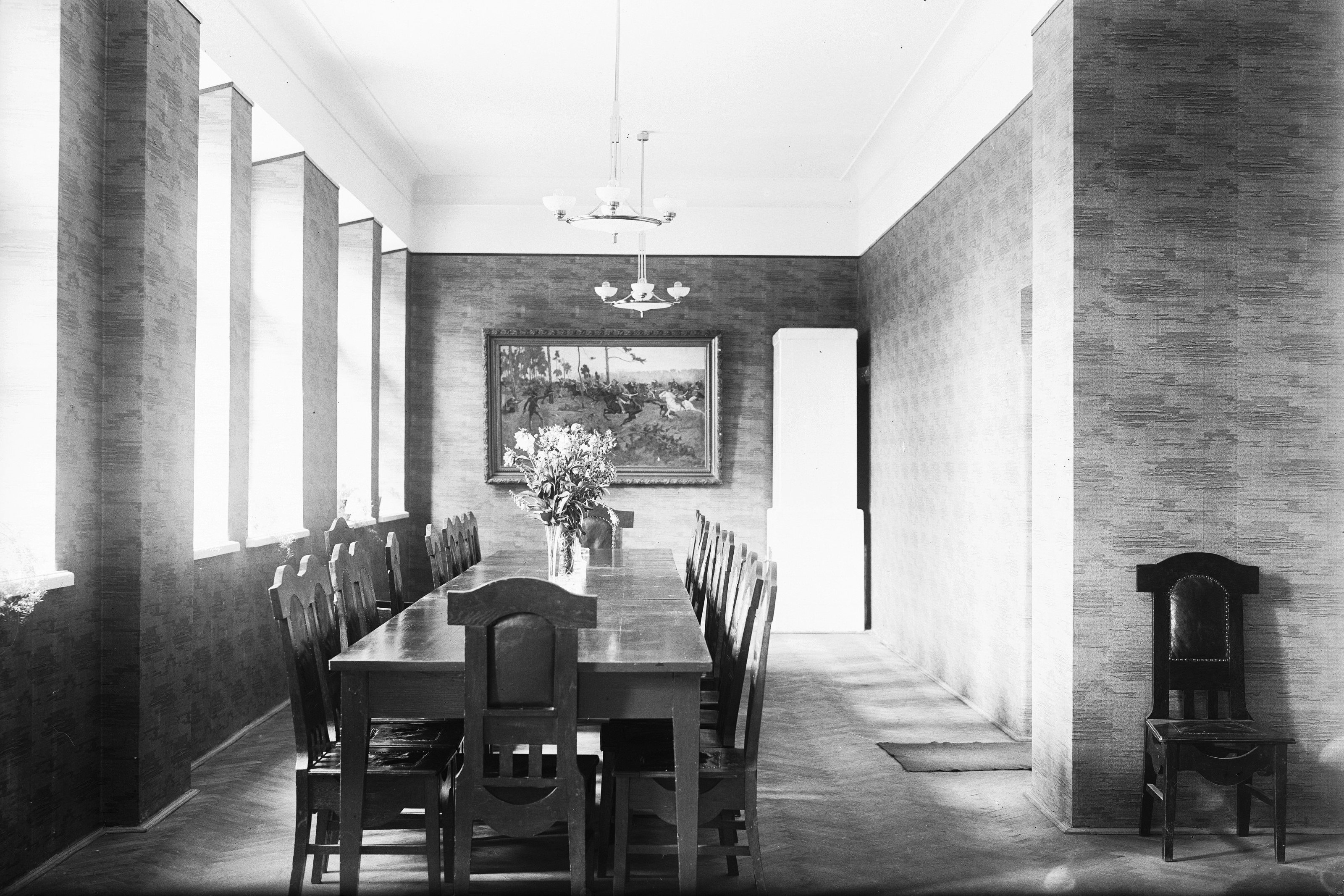
Kasyno oficerskie
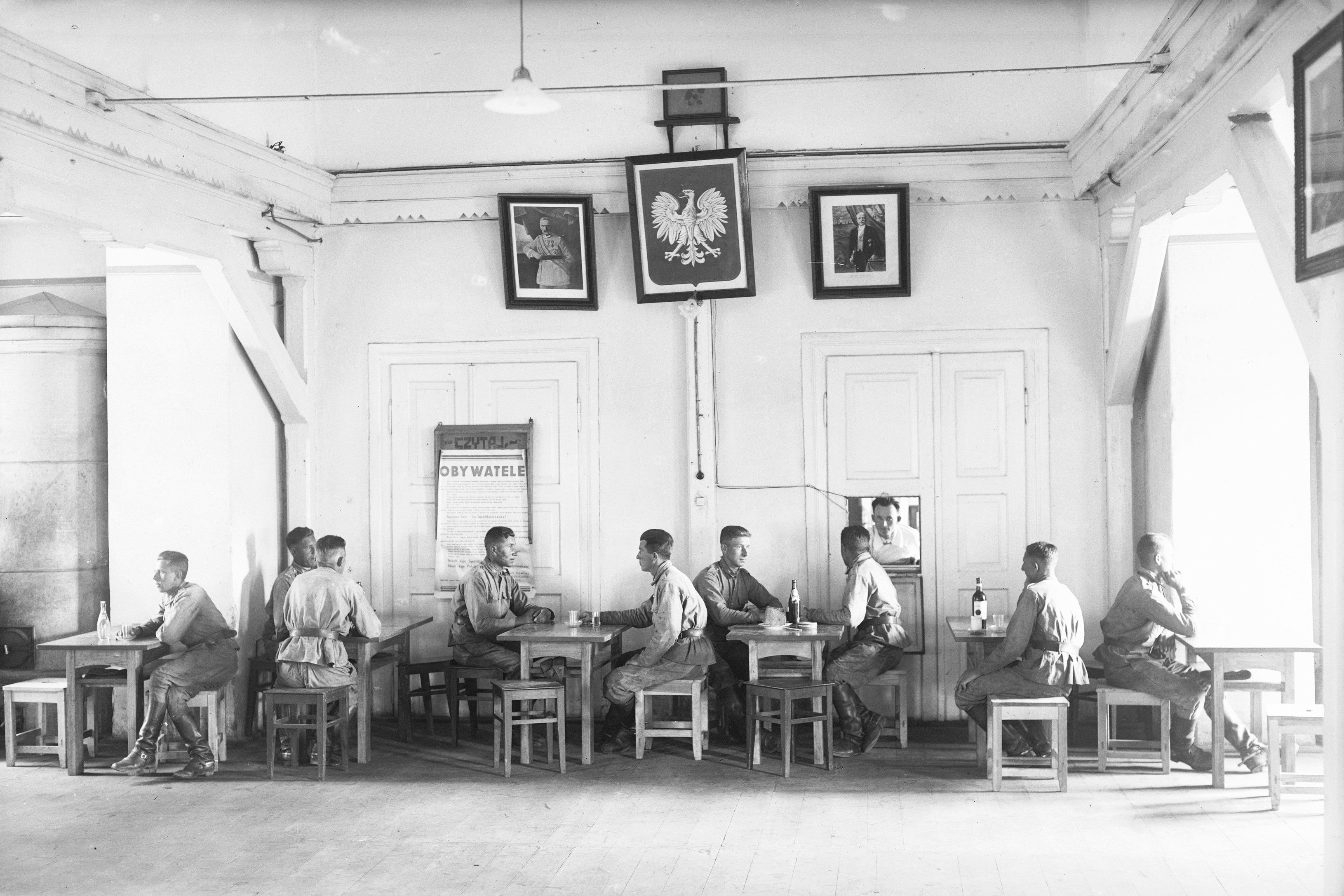
Herbaciarnia

Po II wojnie światowej koszary nadal użytkowało Wojsko Polskie. Ich pojemność oceniono na 707 ludzi, 480 koni, 10 samochodów i 10 wozów. Od marca 1946 do stycznia 1947 w głównych koszarach kwaterował 57 pułk artylerii konnej 1 Warszawskiej Dywizji Kawalerii. W latach 1957–1990 mieściły się tu ośrodki szkoleniowe Wojskowej Służby Wewnętrznej.

### Inne obiekty
W rejonie ulic: Limanowskiego — Piłsudskiego – Traugutta znajdowały się Koszary Piłsudskiego. W skład tego kompleksu wchodziły dwa równoległe, podłużne budynki: koszarowy i stajnia oraz nieduży budynek gospodarczy. Stacjonował w nich 4 szwadron oraz pluton łączności 7 pułku ułanów. 

Na północno-wschodnim narożu ulic Okrzei i Kościuszki znajdował się magazyn mobilizacyjny pułku i wartownia.

### Czasy współczesne
Do czasów współczesnych (2019) zachowało się większość porosyjskich budynków murowanych, bloki FKW i kryta ujeżdżalnia. Nie przetrwały cztery drewniane koszarowce oraz dwie największe stajnie; natomiast z pozostałych dwóch kompleksów zabudowy nie zachował się żaden budynek. Obecnie większość budynków kompleksu zajmuje Centrum Szkolenia Żandarmerii Wojskowej i Oddział Specjalny Żandarmerii Wojskowej.